# 825

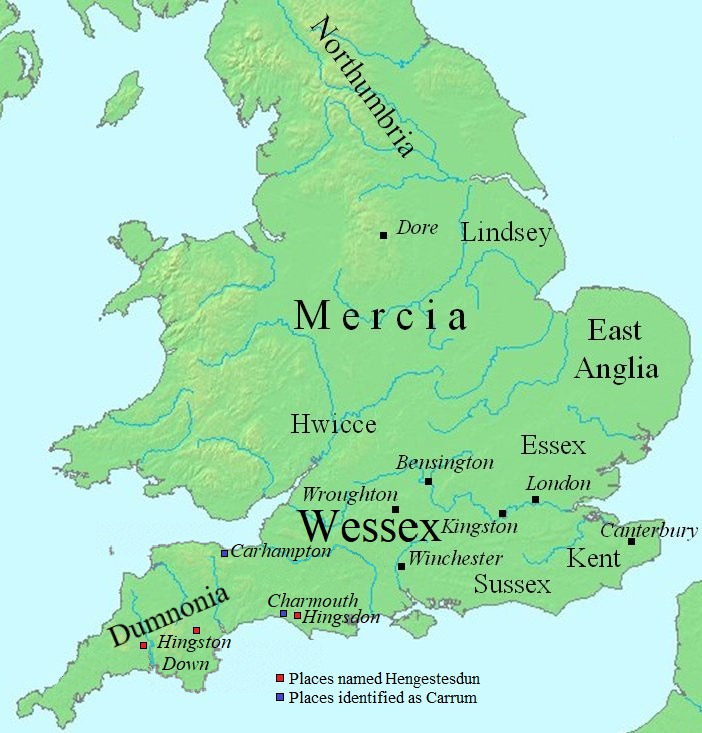
Kaart van Engeland onder koning Egbert

Het jaar 825 is het 25e jaar in de 9e eeuw volgens de christelijke jaartelling.

## Gebeurtenissen

### Brittannië
- Koning Egbert van Wessex maakt een einde aan de dominante rol van Mercia in het zuiden van Engeland. Hij stuurt zijn zoon Ethelwulf om zijn gezag te vestigen in de Angelsaksische koninkrijken Kent, Essex en Sussex.

### Europa
- Keizer Lotharius I, de oudste zoon van Lodewijk de Vrome, richt in Pavia een school voor retorica op. Het begin van de universiteit van Pavia.

### Arabische Rijk
- Kalief Al-Ma'mun sticht in Bagdad het Huis der Wijsheid, een academie voor onderzoek en onderwijs. (waarschijnlijke datum)

## Religie
- 30 september - Het stoffelijk overschot van bisschop Hubertus van Luik wordt naar de abdij van Andage (latere Saint-Hubert) overgebracht.
- Het Ierse manuscript "De mensura Orbis terrae", een geografisch boekwerk over o.a. de Faeröereilanden en IJsland, wordt geschreven.
- Eerste schriftelijke vermelding van Wölfershausen (huidige Thüringen).

## Geboren
- Giselbert I, Frankisch edelman (waarschijnlijke datum)
- Karel van Aquitanië, aartsbisschop van Mainz (of 830)
- Lodewijk II, koning en keizer van het Heilige Roomse Rijk (overleden 875)

## Overleden
- Ida van Herzfeld, Saksisch edelvrouw